# Maja Matevžič
Maja Matevžič (née le 13 juin 1980 à Ljubljana) est une joueuse de tennis slovène, professionnelle depuis 2000.
À trois occasions, elle s'est hissée au 3e tour en simple dans une épreuve du Grand Chelem.
Pendant sa carrière, Maja Matevžič a gagné trois titres WTA, dont deux en double.

## Palmarès

### Titre en simple dames
| No | Date       | Nom et lieu du tournoi | Catégorie | Dotation  | Surface    | Finaliste      | Score    |          |
| -- | ---------- | ---------------------- | --------- | --------- | ---------- | -------------- | -------- | -------- |
| 1  | 14/10/2002 | VUB Open, Bratislava   | Tier V    | 110 000 $ | Dur (int.) | Iveta Benešová | 6-0, 6-1 | Parcours |

### Finale en simple dames
Aucune

### Titres en double dames
| No | Date       | Nom et lieu du tournoi                  | Catégorie | Dotation  | Surface      | Partenaire       | Finalistes                      | Score    |          |
| -- | ---------- | --------------------------------------- | --------- | --------- | ------------ | ---------------- | ------------------------------- | -------- | -------- |
| 1  | 14/10/2002 | VUB Open Bratislava                     | Tier V    | 110 000 $ | Dur (int.)   | Henrieta Nagyová | Nathalie Dechy Meilen Tu        | 6-4, 6-0 | Parcours |
| 2  | 19/05/2003 | Internationaux de Strasbourg Strasbourg | Tier III  | 170 000 $ | Terre (ext.) | Sonya Jeyaseelan | Laura Granville Jelena Kostanić | 6-4, 6-4 | Parcours |

### Finale en double dames
| No | Date       | Nom et lieu du tournoi                  | Catégorie | Dotation  | Surface      | Vainqueures                      | Partenaire      | Score         |          |
| -- | ---------- | --------------------------------------- | --------- | --------- | ------------ | -------------------------------- | --------------- | ------------- | -------- |
| 1  | 20/05/2002 | Internationaux de Strasbourg Strasbourg | Tier III  | 170 000 $ | Terre (ext.) | Jennifer Hopkins Jelena Kostanić | Caroline Dhenin | 0-6, 6-4, 6-4 | Parcours |

## Parcours en Grand Chelem

### En simple dames
| Année | Open d'Australie | Open d'Australie   | Internationaux de France | Internationaux de France | Wimbledon       | Wimbledon          | US Open         | US Open             |
| ----- | ---------------- | ------------------ | ------------------------ | ------------------------ | --------------- | ------------------ | --------------- | ------------------- |
| 2001  | -                | -                  | 1er tour (1/64)          | Barbara Rittner          | 1er tour (1/64) | Barbara Schett     | 3e tour (1/16)  | Sandrine Testud     |
| 2002  | 1er tour (1/64)  | Daniela Hantuchová | 1er tour (1/64)          | Vera Zvonareva           | 3e tour (1/16)  | Daniela Hantuchová | 1er tour (1/64) | Nathalie Dechy      |
| 2003  | 2e tour (1/32)   | Anna Smashnova     | 2e tour (1/32)           | M.A. Sánchez Lorenzo     | 3e tour (1/16)  | Paola Suárez       | 2e tour (1/32)  | Meghann Shaughnessy |

À droite du résultat, l’ultime adversaire.

### En double dames
| Année | Open d'Australie              | Open d'Australie          | Internationaux de France     | Internationaux de France  | Wimbledon                     | Wimbledon              | US Open                       | US Open                    |
| ----- | ----------------------------- | ------------------------- | ---------------------------- | ------------------------- | ----------------------------- | ---------------------- | ----------------------------- | -------------------------- |
| 2000  | -                             | -                         | -                            | -                         | -                             | -                      | 1er tour (1/32) S. Schreiber  | A. Coetzer Lori McNeil     |
| 2001  | 2e tour (1/16) Alice Canepa   | Nicole Pratt Shaughnessy  | 1er tour (1/32) C. Schneider | A. Fusai Rita Grande      | 1/4 de finale Dragana Zarić   | V. Ruano Paola Suárez  | 1er tour (1/32) Dragana Zarić | Cara Black Likhovtseva     |
| 2002  | 1er tour (1/32) Dragana Zarić | Erika de Lone V. Razzano  | 3e tour (1/8) Dragana Zarić  | Rita Grande P. Schnyder   | 1er tour (1/32) Dragana Zarić | Kimberly Po N. Tauziat | 3e tour (1/8) C. Dhenin       | Nadia Petrova Nicole Pratt |
| 2003  | 2e tour (1/16) H. Nagyová     | D. Hantuchová Shaughnessy | 1/4 de finale H. Nagyová     | Kim Clijsters Ai Sugiyama | 1er tour (1/32) H. Nagyová    | N. Dechy Émilie Loit   | 3e tour (1/8) H. Nagyová      | S. Kuznetsova Navrátilová  |

Sous le résultat, la partenaire ; à droite, l’ultime équipe adverse.

### En double mixte
| Année | Open d'Australie | Open d'Australie | Internationaux de France | Internationaux de France | Wimbledon                  | Wimbledon                 | US Open | US Open |
| ----- | ---------------- | ---------------- | ------------------------ | ------------------------ | -------------------------- | ------------------------- | ------- | ------- |
| 2002  | -                | -                | -                        | -                        | 1er tour (1/32) A. Kitinov | De Villiers Simon Aspelin | -       | -       |
| 2003  | -                | -                | -                        | -                        | 2e tour (1/16) Cyril Suk   | Elena Bovina S. Humphries | -       | -       |

Sous le résultat, le partenaire ; à droite, l’ultime équipe adverse.

## Parcours aux Jeux olympiques

### En simple dames
| # | Date       | Nom de l'olympiade           | Surface    | Résultat       | Ultime adversaire | Score    |          |
| - | ---------- | ---------------------------- | ---------- | -------------- | ----------------- | -------- | -------- |
| 1 | 15/08/2004 | Olympic Tennis Event Athènes | Dur (ext.) | 2e tour (1/16) | Venus Williams    | 6-0, 6-0 | Parcours |

### En double dames
| # | Date       | Nom de l'olympiade           | Surface    | Résultat        | Partenaire  | Ultimes adversaires | Score    |          |
| - | ---------- | ---------------------------- | ---------- | --------------- | ----------- | ------------------- | -------- | -------- |
| 1 | 15/08/2004 | Olympic Tennis Event Athènes | Dur (ext.) | 1er tour (1/16) | Tina Pisnik | Yan Zi Zheng Jie    | 6-2, 6-1 | Parcours |

## Parcours en Fed Cup
| #                                                                 | Date       | Lieu         | Surface      | Gagnante(s)       | Perdante(s)        | Score     |          |
|                                                                   |            |              |              |                   |                    |           |          |
| 2002 - Barrage (groupe mondial I) - Slovénie - Ukraine - 4 : 1    |            |              |              |                   |                    |           |          |
| 1                                                                 | 20/07/2002 | Portorož     | Terre (ext.) | Maja Matevžič     | Tatiana Perebiynis | 6-3, 6-2  | Parcours |
| 1                                                                 | 20/07/2002 | Portorož     | Terre (ext.) | Maja Matevžič     | Yuliya Beygelzimer | 6-3, 7-62 | Parcours |
|                                                                   |            |              |              |                   |                    |           |          |
| 2003 - 1er tour (groupe mondial) - Argentine - Slovénie - 2 : 3   |            |              |              |                   |                    |           |          |
| 2                                                                 | 25/04/2003 | Buenos Aires | Terre (ext.) | Natalia Gussoni   | Maja Matevžič      | 6-4, 6-2  | Parcours |
|                                                                   |            |              |              |                   |                    |           |          |
| 2003 - 1/4 de finale (groupe mondial) - Slovénie - Russie - 0 : 5 |            |              |              |                   |                    |           |          |
| 3                                                                 | 19/07/2003 | Portorož     | Terre (ext.) | Anastasia Myskina | Maja Matevžič      | 6-4, 6-1  | Parcours |
| 3                                                                 | 19/07/2003 | Portorož     | Terre (ext.) | Vera Zvonareva    | Maja Matevžič      | 6-1, 6-2  | Parcours |

## Classements WTA en fin de saison

### En simple
| Année | 1997 | 1998 | 1999 | 2000 | 2001 | 2002 | 2003 | 2004 | 2005 |
| Rang  | 660  | 416  | 300  | 194  | 79   | 51   | 58   | -    | 651  |

Source : (en) « Classements de Maja Matevžič », sur le site officiel du WTA Tour

### En double
| Année | 1997 | 1998 | 1999 | 2000 | 2001 | 2002 | 2003 |
| Rang  | 695  | 620  | 265  | 153  | 96   | 73   | 42   |

Source : (en) « Classements de Maja Matevžič », sur le site officiel du WTA Tour